# Johannes Schenk (Pianist)
Johannes Werner Schenk (* 1961 in Remscheid) ist ein deutscher Jazzmusiker (Pianist, Organist, Keyboarder und Komponist) und Musikproduzent.

## Leben und Werk
Schenks Vater, ein Kirchenmusiker, erteilte dem Sechsjährigen den ersten Klavierunterricht. Von Schenks zwölften Lebensjahr an unterwies ihn der Kirchenmusiker Hans Martin Theill zunächst im Klavier- und später auch im Orgelspiel. Dann studierte er Musik an der Robert Schumann Hochschule Düsseldorf in Düsseldorf bei Albrecht Schwinger (Klavier) und Johannes Geffert (Orgel) und war langjähriger Teilnehmer des internationalen Jazz-Workshops an der Akademie Remscheid für musische Bildung und Medienerziehung e.V. mit Jasper van’t Hof, Walter Norris, Glen Buschmann, Joe Viera, Herb Geller. Nach Abschluss des Studiums folgten Engagements und europaweite Tourneen insbesondere während der langjährigen Mitarbeit bei der „Musical Broadway Company New York“ mit den Musicals „Jesus Christ Superstar“, „West-Side-Story“ und „Hair“.
Neben seiner Tätigkeit als Solo-Pianist hat Schenk in verschiedenen Jazz-Formationen gespielt und mit Musikern wie Claudius Valk, Udo Schild, Bobby Stern, Paul Shigihara, Peter Fessler, Freddie Santiago und Melbra Rai zusammengearbeitet. Die Veröffentlichung zweier Alben mit Bearbeitungen Bachscher Kompositionen unter dem Titel « As Time Goes B.A.C.H. », die unter Mitwirkung des 2009 verstorbenen Saxophonisten Charlie Mariano entstanden, markiert einen Höhepunkt in der Laufbahn Johannes Schenks. Mit diesem Programm waren er und sein Ensemble (Volker Heinze (Bass), Roland Höppner (Schlagzeug)) zu Gast bei vielen Festivals, darunter die Bach-Festivals Leipzig, Ansbach, Köthen und Potsdam.
Seit 2011 hat Johannes Schenk einen Lehrauftrag an der Hochschule für Musik und Tanz Köln.

## Diskographie
- Blue Moves 1 – Erotic Jazz, (Lipstick) 1996
- Blue Moves 2 – More Erotic Jazz, (Lipstick) 1997
- Johannes Schenk & friends feat. Charlie Mariano As Time Goes B.A.C.H. I, (The Independent Artists) 2000
- Johannes Schenk & friends feat. Charlie Mariano As Time Goes B.A.C.H. II, (The Independent Artists) 2005
- Johannes Schenk, Charlie Mariano, Ramesh Shotham, The Tamarind Tree, (The Independent Artists) 2007
- Piano Solo. Live im Tersteegenhaus, (The Independent Artists) 2010
- Johannes Schenk Trio As Time Goes B.A.C.H. III, (The Independent Artists) 2013
- Wintersun, Johannes Schenk & Bernd Lechtenfeld (The Independent Artists) 2014
- ISHU (Michael Lohmann) & Johannes Schenk, Seven Tales from the river, (The Independent Artists) 2017